# Fred Church
Fred Church (17 de octubre de 1889 - 7 de enero de 1983) fue un actor cinematográfico de nacionalidad estadounidense, activo en la época del cine mudo. 

## Biografía
Nacido en Ames, Iowa, su nombre completo era Fred Rosell Church. En sus inicios viajó por el país actuando en espectáculos de vodevil, trabajando más adelante en westerns rodados por Broncho Billy Anderson para los Essanay Studios. Actuó en un total de más de 200 filmes rodados entre 1908 y 1935. 
Falleció en Blythe, California, en 1983, a causa de un infarto agudo de miocardio.

## Filmografía

### 1908
- The Cowboy's Baby, de Francis Boggs (1908)

### 1909
- The Spanish Girl, de Broncho Billy Anderson
- His Reformation, de Broncho Billy Anderson
- The Ranchman's Rival, de Broncho Billy Anderson
- The Heart of a Cowboy, de Broncho Billy Anderson
- Tag Day, de Broncho Billy Anderson
- The Best Man Wins, de Broncho Billy Anderson
- The Mad Miner, de Francis Boggs

### 1910
- The Flower of the Ranch
- Under Western Skies
- The Cowboy and the Squaw
- The Tout's Remembrance
- The Pony Express Rider
- Patricia of the Plains
- The Brother, Sister and the Cowpuncher
- A Cowboy's Vindication
- The Bad Man's Last Deed
- The Bearded Bandit
- The Bad Man's Christmas Gift
- The Tenderfoot Messenger
- Circle C Ranch's Wedding Present
- A Western Woman's Way
- Won by a Hold-Up
- The Girl and the Fugitive
- The Desperado
- The Ranger's Bride
- The Little Prospector
- Method in His Madness
- The Cowpuncher's Ward
- The Masquerade Cop
- The Mistaken Bandit
- The Marked Trail
- The Unknown Claim
- Pals of the Range
- The Little Doctor of the Foothills
- The Ranchman's Feud
- The Mexican's Faith
- A Ranchman's Wooing
- The Bad Man and the Preacher
- The Outlaw's Sacrifice
- The Deputy's Love, de Broncho Billy Anderson
- The Forest Ranger
- A Vein of Gold

### 1911
- Alkali Ike's Auto
- Papa's Letter
- Across the Plains
- A Western Redemption
- Forgiven in Death
- Broncho Billy's Christmas Dinner
- A Western Girl's Sacrifice
- The Desert Claim
- Broncho Billy's Adventure
- The Lucky Card
- A Cattle Rustler's Father
- The Outlaw and the Child
- Town Hall, Tonight
- The Faithful Indian
- The Corporation and the Ranch Girl
- The Count and the Cowboys
- The Sheriff's Chum
- The Indian Maiden's Lesson
- The Stage Driver's Daughter
- The Two Reformations
- The Forester's Plea
- The Bunco Game at Lizardhead
- The Strike at the Little Jonny Mine
- Mustang Pete's Love Affair
- On the Desert's Edge

### 1912
- Broncho Billy and the Schoolmistress
- Western Girls
- Broncho Billy for Sheriff
- Alkali Ike's Boarding House
- Alkali Ike Bests Broncho Billy
- Alkali Ike Stung!
- The Smuggler's Daughter
- On the Moonlight Trail
- Alkali Ike's Motorcycle
- The Shotgun Ranchman
- The Prospector's Legacy
- A Child of the West
- The Loafer's Mother
- A Woman of Arizona
- The Prospector
- Broncho Billy's Narrow Escape
- On El Monte Ranch
- The Sheriff's Inheritance
- Broncho Billy's Pal
- The Tomboy on Bar Z
- A Moonshiner's Heart
- The Ranchman's Trust
- Alkali Ike Plays the Devil
- The Ranch Girl's Mistake
- The Deputy and the Girl
- A Ranch Widower's Daughters
- The Dance at Silver Gulch
- Broncho Billy's Escapade
- The Dead Man's Claim
- Broncho Billy's Bible
- Broncho Billy's Last Hold-Up
- Broncho Billy and the Bandits
- Alkali Ike's Pants
- An Indian Sunbeam
- Broncho Billy's Mexican Wife
- The Desert Sweetheart
- On the Cactus Trail
- An Indian's Friendship
- Western Hearts
- The Little Sheriff
- Broncho Billy and the Indian Maid
- The Sheriff and His Man
- The Oath of His Office
- The Ranch Girl's Trial
- Broncho Billy's Heart

### 1913
- Broncho Billy and the Western Girls, de Broncho Billy Anderson
- The Episode at Cloudy Canyon, de Lloyd Ingraham
- The Miner's Request, de Arthur Mackley
- The Dance at Eagle Pass, de Lloyd Ingraham
- Alkali Ike's Gal, de Jess Robbins
- The Rustler's Spur, de Jess Robbins
- Broncho Billy and the Sheriff's Kid, de Broncho Billy Anderson
- The Ranch Girl's Partner, de Arthur Mackley
- A Widow of Nevada, de Arthur Mackley
- The Life We Live, de Arthur Mackley
- Broncho Billy's Conscience, de Broncho Billy Anderson
- Broncho Billy's Sister, de Broncho Billy Anderson (1913)
- The Making of Broncho Billy, de Broncho Billy Anderson
- Broncho Billy Reforms, de Broncho Billy Anderson
- Broncho Billy's Christmas Deed, de Broncho Billy Anderson
- Broncho Billy's Gratefulness, de Broncho Billy Anderson
- Sophie's Hero, de Jess Robbins
- A Romance of the Hills, de Lloyd Ingraham
- Broncho Billy Gets Square, de Broncho Billy Anderson
- The Last Shot, de Jess Robbins
- Alkali Ike and the Wildman, de Broncho Billy Anderson
- A Snakeville Courtship, de David Kirkland
- The Broken Parole, de Lloyd Ingraham
- The Edge of Things, de Lloyd Ingraham
- The Kid Sheriff, de Lloyd Ingraham
- The Belle of Siskiyou, de Lloyd Ingraham
- Why Broncho Billy Left Bear Country, de Broncho Billy Anderson
- Broncho Billy's Reason, de Broncho Billy Anderson
- Love and the Law, de Lloyd Ingraham
- Broncho Billy's Strategy, de Broncho Billy Anderson
- Bonnie of the Hills, de Lloyd Ingraham
- At the Lariat's End, de Jess Robbins
- Broncho Billy's Squareness, de Broncho Billy Anderson
- Broncho Billy and the Express Rider, de Broncho Billy Anderson
- Their Promise, de Jess Robbins
- Alkali Ike and the Hypnotist, de Broncho Billy Anderson
- Broncho Billy's Gun Play, de Broncho Billy Anderson
- The New Schoolmarm of Green River, de Broncho Billy Anderson
- The Influence of Broncho Billy, de Broncho Billy Anderson
- Broncho Billy's Capture, de Broncho Billy Anderson
- The Struggle, de Broncho Billy Anderson
- The End of the Circle, de Jess Robbins
- Broncho Billy's Brother, de Broncho Billy Anderson
- The Three Gamblers, de Broncho Billy Anderson
- The Doctor's Duty, de Broncho Billy Anderson

### 1914
- The Circle of Gold
- Dolly's Deliverance
- The Bandit of Devil's Gap
- The Story of the Old Gun, de Lloyd Ingraham
- Sophie Picks a Dead One, de Jess Robbins
- The Futility of Revenge
- Joe's Retribution
- Man to Man
- Her Birthday Present
- The School Teacher at Angel Camp
- A Night on the Road, de Lloyd Ingraham
- The Hello Girl of Angel Camp
- In the Hollow of an Oak
- A Rose of Yesterday
- The Girl from Texas
- The Hills of Peace, de Lloyd Ingraham
- Cattle
- Broncho Billy, Guardian, de Broncho Billy Anderson
- The Blacksmith's Daughter
- What Came to Bar Q, de Lloyd Ingraham
- Four Days
- Her Higher Ambition
- The Man in the Attic
- Universal Ike and the School Belle
- The Cast of the Die, de Jess Robbins
- A Belle of Olden Days
- The Awakening at Snakeville, de Jess Robbins

### 1915
- The Greaser
- When a Queen Loved O'Rourke, de Otis Turner
- The Yellow Star
- The Palace of Dust
- The New Adventures of Terence O'Rourke, de Otis Turner
- The Long Chance
- The Missing Man
- The Road to Paradise, de Otis Turner
- A Leap for Life
- The Other Girl, de Hal Clements
- Christmas at Lonesome Gulch
- Brothers
- A Fight to a Finish
- At Twelve O'Clock

### 1916
- The Flirt, de Phillips Smalley y Lois Weber
- Miss Blossom
- The Girl of Lost Lake, de Lynn Reynolds
- A Romance of Billy Goat Hill
- Her Great Part
- The Gambler
- The Secret Foe
- The End of the Rainbow, de Jeanie Macpherson y Lynn Reynolds
- Giant Powder
- The Heart of Bonita
- The Thief of the Desert
- The Wrong Door
- The Secret of the Swamp
- It's Great to Be Married, de Leslie T. Peacocke
- Her Greatest Story
- The Wise Man and the Fool
- It Happened in Honolulu, de Lynn Reynolds
- Lonesomeness
- The Brink

### 1917
- Madame du Barry, de J. Gordon Edwards
- The Clever Mrs. Carfax, de Donald Crisp
- The Last of the Night Riders
- Squaring It
- A Blissful Calamity
- The Lion's Lair
- The Phantom's Secret
- Southern Justice
- A Startling Climax
- Jungle Treachery
- The Temple of Terror
- Number 10, Westbound
- The Lure of the Circus
- The Honeymoon Surprise, de Leslie T. Peacocke

### 1918
- Shootin' Mad
- Beans, de John Francis Dillon
- The Human Tiger
- All for Gold
- The Blindness of Divorce, de Frank Lloyd

### 1919
- The Son-of-a-Gun
- Red Blood and Yellow
- Angel Child

### 1922/1925
- The Fighting Kid (1922)
- The Man from New York (1923)
- Chalk Marks, de John G. Adolfi (1924)
- The Lost Express, de J.P. McGowan (1925)

### 1926
- Stacked Cards, de Robert Eddy
- Signal Fires
- Prince of the Saddle
- Two Fisted Buckaroo
- Temple of Terror

### 1927
- The Lone Rider, de Fred J. Balshofer
- The Mansion of Mystery

### 1928
- Secrets of the Range
- Riders of Vengeance
- The Vanishing West
- Trails of Treachery

### 1929
- The Unknown Rider
- Western Methods
- Cowboy Cavalier

### 1930
- Rough and Ready
- South of Sonora, de Jacques Jaccard
- The Apache Kid's Escape, de Robert J. Horner

### 1931
- Wild West Whoopee, de Robert J. Horner
- Riders of the Cactus, de David Kirkland
- Flying Lariats, de Alan James e David Kirkland
- So This Is Arizona, de J.P. McGowan
- The Ridin' Kid, de Jack Irwin

### 1932
- The Golden West, de David Howard

### 1934
- Border Guns, de Robert J. Horner, Jack Nelson

### 1935
- Defying the Law, de Robert J. Horner
- Devil's Canyon
- Desert Guns